# 菊地敦己
菊地 敦己（きくち あつき、1974年 - ）は日本のグラフィックデザイナー、アートディレクター。東北芸術工科大学客員教授。

## 来歴
東京都町田市出身。武蔵野美術大学彫刻学科中退。1995年、同大学在学中にネオスタンダードグラフィックス設立。2000年、ブルーマーク設立。2011年、ブルーマーク解散。同年株式会社菊地敦己事務所設立。ブランド計画、ロゴデザイン、サイン計画、エディトリアルデザインなどを主に手掛ける。特に美術、ファッション、建築に関連する仕事が多い。

## 主な受賞

### 日本グラフィックデザイン協会の設置する賞
- JAGDA新人賞（2006年）[5]
- JAGDA賞（2012年、2014年、2015年、2016年、2018年、2019年、2020年、2022年）[6]
- 亀倉雄策賞（2020年）[7]

### 東京アートディレクターズクラブの設置する賞
- ADC賞（2006年）[8]
- 原弘賞（2018年）[9]

### その他の賞
- 第39回造本装幀コンクール 日本印刷産業連合会会長賞（2005年）[10]
- 第44回講談社出版文化賞ブックデザイン賞（2013年）[11]
- TDC特別賞（2021年）
- 日本パッケージデザイン大賞2017 大賞（2017年）[2]

## 主な仕事

### 亀倉雄策賞受賞作品
- 「野蛮と洗練　加守田章二の陶芸」告知物、ブック、エディトリアル（2020年）[7]

### JAGDA賞受賞作品
- 「野蛮と洗練　加守田章二の陶芸」告知物、ブック、エディトリアル（2020年） [6]
- 「現在地：未来の地図を描くために」告知物（2020年）[6]
- 「ゆらぎ ブリジット・ライリーの絵画」告知物、ブック、エディトリアル（2019年）[6][12][9]
- 「WANOBI」ブック（2018年）[6][13]
- 「日経回廊」ブック、エディトリアル（2016年）[6]
- 「はれ」VI（2015年）[6]
- 「菊地敦己展　Creation Is Free. Production Needs Fee.」個展（2014年）[6][14]
- 「ブックエキスプレス」VI（2013年）[6]

### その他
- 「ADC Annual」ブック[15]
- 「亀の子スポンジ」プロダクト、パッケージ[2]
- 「Sally Scott」[1]
- 「青森県立美術館」VI、サイン計画[1]
- 「大宮前体育館」VI、サイン計画[1]
- 「BOOK PEAK」主宰[4]

ほか

## 作品集
- 『PLAY』（誠文堂新光社／2009）ISBN 978-4-416-60900-2
- 『gggBooks 139 菊地敦己』（DNPアートコミュニケーションズ／2024）ISBN 978-4-88752-411-8